# تشاس دود
تشاس دود (بالإنجليزية: Chas Dodd)‏ هو لاعب كرة قدم أمريكية أمريكي، ولد في 17 مارس 1992 في لايمان في الولايات المتحدة.